# Stará Ves (Morávia-Silésia)
Stará Ves é uma comuna checa localizada na região de Morávia-Silésia, distrito de Bruntál‎.